# North American Fiberglass
NAF, kurz für North American Fiberglass, ist eine US-amerikanische Automarke.

## Markengeschichte
Das erste Unternehmen dieses Namens hatte seinen Sitz in Tempe in Arizona. Jack Kube leitete es. 1979 oder etwa 1983 begann die Produktion von Automobilen und Kit Cars. Der Markenname lautete NAF. 1993 oder 2006 endete die Produktion.
Am 31. Oktober 2014 wurde in Wyoming in Michigan ein gleichnamiges Unternehmen gegründet. Nach eigenen Angaben befindet sich der Sitz in Grand Rapids. Es setzt die Produktion fort.

## Fahrzeuge
Die Modelle 289, 289 FIA und 427 SC waren Nachbildungen des AC Cobra. Ab 1984 gab es das Modell auch als Coupé.
Der Dolphin ähnelte einem Lotus Seven der vierten Generation.
Der Shrike GT war ein optisch eigenständiges Coupé. Verschiedene Vier- und Sechszylindermotoren sowie der V8-Motor vom Oldsmobile Toronado waren hinter den Sitzen in Mittelmotorbauweise montiert. Eine Quelle nennt Flügeltüren.
1992 ergänzte der Nachbau eines Ford GT 40 das Sortiment. Er basierte auf einem Pontiac Fiero.
Nach Angaben des Herstellers stehen Cobra, Cobra Daytona Coupé und GT 40 im Sortiment.